# Niki Sanders
Niki Sanders és un personatge de la sèrie Herois, interpretat per l'actriu Ali Larter. Niki és una ballarina d'estriptis per Internet que, quan es veu reflectida en un espill, veu una altra personalitat.

## Història
Niki Sanders és la mare del xiquet Micah Sanders. Niki, juntament amb la seua germana Jessica van tindre una infància complicada, ja que el seu pare era alcohòlic i les pegava. Un dia anava tan borratxo que va assassinar Jessica, el que passa que Niki va oblidar eixe moment traumàtic, pensant-se que aquesta havia desaparegut. A causa d'uns diners robats pel seu marit D.L. Hawkins a un mafiós anomenat Linderman, Niki es veu obligada a fer de ballarina per internet per por que li passe alguna cosa a Micah.
Un dia que va a gravar un vídeo, s'adona que el seu reflex no és sol un reflex, sinó que és la seua germana Jessica. En el moment en què la situació es posa tensa, degut als que estan amb ella gravant el vídeo, Jessica pren el control del cos de Niki i els mata. Quan Niki recupera el control veu els cadàvers i es queda perplexa perquè no sap com ha passat. A partir d'aquí comença a tindre més espais morts on no sap què fa i progressivament s'adona que té una doble personalitat.

## Poders
En principi, Niki no té poders, encara que podria ser que el seu fos el poder d'acollir altres consciències al seu cos. Però quan és Jessica la que està en primer pla, desenvolupa una força sobrehumana que, juntament amb el seu caràcter impulsiu, la fa un personatge molt impredictible.